# NGC 2517
NGC 2517 is een lensvormig sterrenstelsel in het sterrenbeeld Kreeft. Het hemelobject werd op 16 maart 1836 ontdekt door de Britse astronoom John Herschel.

## Synoniemen
- MCG -2-21-3
- NPM1G -12.0217
- CGMW 1-2065
- PGC 22578